# Родийтрисамарий
Родийтрисамарий — бинарное неорганическое соединение
самария и родия
с формулой RhSm3,
серые кристаллы.

## Получение
- Спекание стехиометрических количеств чистых веществ:

{\displaystyle {\mathsf {3Sm+Rh\ {\xrightarrow {T}}\ RhSm_{3}}}}

## Физические свойства
Родийтрисамарий образует кристаллы
ромбической сингонии,
пространственная группа P nma,
параметры ячейки a = 0,7245 нм, b = 0,9675 нм, c = 0,6368 нм, Z = 4,
структура типа карбида трижелеза Fe3C
.